# 台南孙中山铜像破坏事件
台南孙中山铜像破坏事件發生於2014年2月22日下午1點30分在臺灣臺南市中西區湯德章紀念公園，在此事件中，公投护台湾联盟和台湾独立建国大旗队成员以繩索將孙中山铜像拉倒，並在其後引發一連串關於臺灣地位、國家認同、白色恐怖、轉型正義及文化資產保護的爭論。亦是台灣在二戰落幕邁向中華民國統治後，首次有孫中山的紀念物遭人為破壞的事件。

## 背景
2013年初，孫文銅像捐贈者臺南第一國際獅子會向臺南市政府陳情，認為銅像豎立已久，恐有殘破、倒毀的危險，為免傷及行人，希望市府協助移置孫文銅像。時任民主進步黨籍市長賴清德則表示，市府將研議訂定「湯德章紀念日」，並協助孫文銅像移置。。中国国民党臺南市黨部主委謝龍介反对，聲稱除了基座稍有大理石剝落外，其餘完整無缺，并且如果有傾倒的危險應當予以修復而非拆除遷移。
2013年8月23日，賴清德市長調派市府員工前往湯德章紀念公園，欲拆除園內具有50年歷史的國父銅像。国民党籍人士随即在铜像处扎营守护孫文铜像，并发起「一人十元救國父」活动。
2013年9月2日，民進黨籍前臺南市市長張燦鍙說，「孫文不是威權統治者，沒有爭議，不需要反對」，建議解決孫文銅像安全問題後維持現狀；他說，如果孫文銅像有爭議，孫文銅像早在他當市長時就拆遷，不必留到現在。
最終在國民黨籍人士守護銅像35天之後，市政府作出妥協決定暫緩拆除。

## 过程
2014年2月22日，公投护台湾联盟和台湾独立建国大旗队约150名成员乘车抵达台南市汤德章纪念公园。他们以“要测试基座是否安全”为由，登上铜像，用绳子勒住孙中山铜像的脖子，由数人合力拉倒。铜像倒下后，被人喷涂上了“ROC OUT”（中華民國滾出去）等字样，并被踩踏。公投护台湾联盟总召集人蔡丁贵随后在现场发表演讲。警方赶到时，公投护台湾联盟组织成员组成人墙保护蔡丁贵，阻撓警方调查。
後來檢警調查倒下的銅像，發現銅像是從小腿處斷裂且裂痕相當整齊，故有可能是先以工具切割後再用繩索拉倒。

## 后续
事件发生后，官方立刻封锁汤德章纪念公园，在公园入口处设置拒马、布置大批警力、逮捕蔡丁貴并將其移送臺灣臺南地方法院檢察署。2014年2月22日下午3点左右，有示威者企图衝入公园，被逾百名警力围成之人墙所阻拦，在过程中双方爆发冲突。最后警方依《集會遊行法》解散了示威队伍，示威群众才散去。
隔日，中國國民黨发动群众至公园抗议拉倒孙中山铜像之行为，其中市議員谢龙介、林燕祝等人声称警方使用暴力，對此市警局第二分局分局长李政晓则表示一切依法行事。同时部分臺灣團結聯盟、台湾教师联盟、民主進步黨之人士亦组织群众声援蔡丁貴。而公投护台湾联盟成员則前往乌山头水库参拜設計和監造該水庫的日本工程师八田与一，由于乌山头水库内有一座蒋介石铜像，警方出动警力以防止其遭破坏，而公投护台湾联盟成员，亦無做出拉倒铜像行为。
同年6月，臺灣臺南地方法院檢察署以違反刑法第160條及第354條為由，對蔡丁貴等8人提起公訴。
同年8月16日，中國國民黨120周年黨慶巡迴展第二站於臺南市大林新城揭幕，國民黨副主席兼秘書長曾永權在揭幕典禮致詞時說，日前在臺南市發生惡意推倒孫中山銅像的事件，國民黨選擇在臺南市舉辦巡迴展就是要撥亂反正，向社會各界還原國民黨革命建國、建設臺灣、推行民主的歷史；他說，如果沒有孫中山的領導及國民黨力行三民主義經營臺灣，就沒有現在中華民國治下的自由、民主與繁榮。
而銅像則一度存放於一旁的消防隊，後經修復並由臺南市政府文化局暫為保存於柳營科技工業區。2015年12月7日，孫中山孫女孫穗芳曾表示希望重新豎立銅像，但未獲回應。
2017年2月15日，台南市政府基於去政治化的需要，將剩下的基座完全拆除。
2025年3月9日，孫中山銅像在臺南市仁德區仁和里里長梁珍全及當地里民力挺支持下，重新豎立於二空新村文化園區。

## 反应
- 臺南市政府表示，無論是霸占公園阻拆銅像、或逕自拉倒銅像破壞公物，市府皆不認同，也絕對依法處置；員警抵達現場時，銅像已遭破壞，絕無袖手旁觀之情事；而市府相關局處亦盡速將銅像搬移保存，以免遭受進一步破壞，並避免對立情緒升高；市府呼籲各界冷靜自制，勿藉故進行政治操作[22]。
- 前臺南市市長张灿鍙呼吁蓝绿双方停止对抗[23]。
- 中华统一促进党总裁兼竹聯幫大老张安乐对破坏行为进行谴责，要求赖清德在两星期内将铜像原址回復原狀[24]。
- 国民党台南市议员兼台南市党部主任委員谢龙介指责警方处理不当且严重失职。
- 台南市李登辉民主协会理事长王寿国表示，市府应顺势将有危险性的基座一并拆掉，还给整个汤德章纪念公园一个单纯的空间[25]。
- 国民党文传会发稿谴责铜像破坏事件，并对臺南市政府无法妥善维护古蹟、保护文化资产表达遗憾。

## 相關事件
- 基輔列寧雕像倒塌事件

## 引用文献
1. ↑  第一起發生在2007年9月11日嘉義市中央噴水池的孫文雕像倒塌，不過該次為雕像風化嚴重，無法再支橕而自然崩塌。〈中部〉嘉市中央噴水池 孫中山銅像倒塌 （页面存档备份，存于）
2. ↑  《孫文銅像移置》台南市府將研訂 湯德章紀念日 （页面存档备份，存于），《自由時報》，2013年3月1日
3. ↑  . www.tncc.gov.tw.   [2025-07-26].
4. ↑  . tw.haiwainet.cn.   [2025-07-26].
5. ↑  臺南市議會. . 臺南市議會. 2025-07-26  [2025-07-26].
6. ↑  姚正玉. . 《中華日報》. 2013-09-03.
7. ↑  https://www.facebook.com/ETtoday. . www.ettoday.net. 2013-09-26  [2025-07-26] （中文（繁體））.
8. ↑  . www.tncc.gov.tw.   [2025-07-26].
9. ↑  . News.163.com.   [2018-11-01]. （原始内容存档于2018-11-01）.
10. ↑  .   [2014-02-24]. （原始内容存档于2014-03-01）.
11. ↑  . Ctcnew.com.   [2018-11-01]. （原始内容存档于2018-11-01）.
12. ↑  .   [2014-02-24]. （原始内容存档于2020-08-12）.
13. ↑  葉進耀. . 《中華日報》. 2014-02-28: B1.
14. ↑  扳倒孙中山铜像 蔡丁贵讯后请回 （页面存档备份，存于），民視新聞，2014年2月22日
15. ↑  . News.163.com.   [2018-11-01]. （原始内容存档于2018-11-01）.
16. ↑  南檢偵辦銅像遭毀損案新聞稿 （页面存档备份，存于），臺灣臺南地方法院檢察署，2014年6月11日
17. ↑  新聞稿. . 中國國民黨文化傳播委員會. 2014-08-16  [2014-08-29]. （原始内容存档于2014-09-03）.
18. ↑  劉榮輝. . 蘋果日報. 2014-03-04  [2014-11-25]. （原始内容存档于2015-12-10） （中文（繁體））.
19. ↑  曹馥年. . 聯合報. 2015-12-08  [2015-12-09]. （原始内容存档于2015-12-09）.
20. ↑  蔡文居. . 自由時報. 2017-02-17  [2017-03-14]. （原始内容存档于2017-03-14）.
21. ↑  南市被拉倒的國父銅像 11年後「重現天日」悄悄立在此處
22. ↑  針對湯德章紀念公園本日銅像爭議事件各界相關發言，市府今(24)日回應 （页面存档备份，存于），臺南市政府，2014年2月24日
23. ↑  . News.ifeng.com.   [2018-11-01]. （原始内容存档于2019-09-05）.
24. ↑  . News.sina.com.cn. 2014-02-24  [2018-11-01]. （原始内容存档于2019-09-09）.
25. ↑  . News.sina.com.cn. 2014-02-24  [2018-11-01]. （原始内容存档于2014-11-29）.